# 睡魔入侵
睡魔入侵（英語：Enter Sandman）是美国重金属乐队Metallica（中文：金属乐队）的一首歌曲，也是乐队1991年发行的同名第五张专辑的开场曲和主打单曲。歌曲由柯克·哈米特、詹姆斯·海特菲尔德和拉尔斯·乌尔里希创作。主唱兼吉他手海特菲尔德为本曲创作歌词，主题是讲述一个孩子的噩梦和幻觉。
这首单曲在美国公告牌百强单曲榜最高排名第16位，并获得了九次白金认证，在美国销量超过900万张，帮助金属乐队以超过3000万张的销量在全球走红。本曲广受评论界好评，收录于金属乐队自1991年以来发行的所有现场专辑和DVD中，并数次在颁奖典礼和慈善音乐会上现场演出。

## 制作
《睡魔入侵》是乐队其同名专辑Metallica创作的第一首歌曲。当时，歌曲主要是由节奏吉他手詹姆斯·海特菲尔德和鼓手拉尔斯·乌尔里希创作的，之后他们还集合了主音吉他手柯克·哈米特和贝斯手杰森·纽斯特德的创意和概念磁带。进一步的谱曲是在乌尔里希伯克利的家中进行的。1990年8月13日，乐队录制了一段演示录音。1990年10月6日至1991年6月16日，Metallica的专辑几乎全部都在洛杉矶的One on One录音室录制。不过，不过乐队也在温哥华录制过一周。对于这些音乐人来说，录音过程很不寻常：新制作人鲍勃·拉克建议一起录制各个部分，而不是分开录制。
《睡魔入侵》诞生于哈米特创作的一段吉他重复段。最初，这段即兴重复段最初打算持续小节长，但乌尔里希建议第一小节演奏三次，第二小节每四小节重复一次。配乐很快就完成了，但海特菲尔德很长时间都无法完成演唱和歌词。因为海特菲尔德觉得这首歌的音乐太过轻松随意和商业化，本曲的歌词创作时间几乎比专辑中所有其他歌曲都要晚；他最后决定写一些更加黑暗和崩坏的歌词，特别是提到了家庭秘密、毁灭、梦魇和婴儿猝死的主题。 。在乐队历史上破天荒地，乌尔里希和制作人鲍勃·拉克告诉海特菲尔德，他本可以写出更好的歌词。 尽管如此，乌尔里希回忆道这首单曲在完成之前就已经是“整张专辑的基石”。
海特菲尔德将《睡魔入侵》描述为“吉他墙”；他将三首节奏吉他副曲目与自己的重复段一起录制，营造出“音墙”的效果。据音响工程师兰迪·斯托布 (Randy Staub) 介绍，鼓声录制了大约 50 次，因为乌尔里希对歌曲的每个部分都分别进行了处理。由于难以达到乐队想要的“强度”，许多录音都经过了筛选和剪辑。制作团队花了大量时间从每个录音室筛选出最佳声音，并使用了40到50个麦克风阵列来录制鼓声和吉他声，以模拟现场音乐会的声音。贝斯在《摇滚》中也扮演着至关重要的角色；据杰森·纽斯特德称，金属乐队的声音“非常以吉他为中心”，“当（摇滚）上线的时候，贝斯也开始出彩。” 。作为主打单曲，《睡魔入侵》也是第一首进行混音的歌曲，总共大约花了十天时间，因为乐队和鲍勃·洛克必须在为整张专辑创作曲谱的同时混音这首歌。

## 发行和反响
最初计划作为《金属乐队》专辑的开场曲和主打单曲的不是本曲，而是现第三首曲目《比你神圣》根据纪录片《Metallica：一年半》中的叙述，制作人鲍勃·拉克告诉乌尔里希和海特菲尔德，这张专辑中有“五六首歌曲会成为经典”，会受到歌迷的欢迎并流行于全世界电台；而且“第一首应该发行的歌曲就是《比你神圣》”。据洛克所说，在录制开始之前，乌尔里希是乐队中唯一一个认为《睡魔入侵》才是理想主打单曲的成员。乌尔里希回忆道，他们进行了“激烈的争论”，然而，在向乐队其他成员解释了他的观点后，《睡魔入侵》成为了专辑的开场曲和主打单曲。
这首单曲于1991年7月29日发行，比《金属乐队》专辑发行早两周。 这张专辑空降美国和其他九个国家的公告牌二百强单曲榜冠军宝座，全球销量超过2200万张。正如克里斯·特鲁所说，《睡魔入侵》很快成为“摇滚史上最具辨识度的歌曲之一”。这首单曲在公告牌百强单曲榜上最高排名第16位，在英国单曲榜上排名第5位。1991年9月30日，它成为金属乐队第二首在美国获得金唱片认证的单曲，销量超过50万张。2021年8月，这首歌曲以CD重新发行的形式重新进入德国单曲榜，所得收益将捐赠给慈善机构，帮助2021年欧洲洪水中的德国幸存者。除了整张专辑获得提名外，这首歌还在1992年第34届格莱美奖上获得了最佳摇滚歌曲提名，最终败给了斯汀的《The Soul Cages》。这首歌还在1991年《Metal Edge》读者选择奖中被评为年度歌曲。
《睡魔入侵》获得了评论界的一致好评。AllMusic的克里斯·特鲁称其为“Metallica最精彩的时刻之一”，“体育场级别的金属爆发，从头到尾，永不停止。” 他表示，这首歌的细分“巧妙地运用了睡前祈祷词‘Now I Lay Me Down to Sleep’，赋予了歌曲一种恐怖电影的质感。”史蒂夫·休伊在AllMusic的评论中，将《睡魔入侵》评为专辑中最好的歌曲之一，称其节奏拥有“令人惊艳、干脆利落的律动”。《滚石》杂志的罗伯特·帕尔默称《进入睡魔》“可能是第一首金属摇篮曲”，并写道这首歌“讲述”了专辑的“细节、动态……歌曲结构和曲目的独特冲击力”。BBC的西德·史密斯称这首歌“充满了心理戏剧”，并指出其“简单的主题预示着金属乐队新专辑的变化”。《搅拌机》杂志的蒂姆·格里尔森称歌词“将童年的睡前祈祷与噩梦般的意象并置”，并称赞这首歌拥有“沉重的低音和强劲的重复段”。
2023 年 3 月，《滚石》杂志将其列为“史上最伟大的500首歌曲”第408位，并列为“史上最伟大的 100 首重金属歌曲”第 30 位。VH1在2003年将其列为“史上最伟大的40首金属歌曲”第22位，在“90年代最伟大的100首歌曲”中排名第18位，在“过去25年最伟大的100首歌曲”中排名第88位。《搅拌机》杂志将这首歌曲纳入其“史上最伟大的歌曲！”系列，并在“自你出生以来最伟大的500首歌曲”榜单中排名第65位。《Q》杂志将其列为“改变世界的100首歌曲”第81位，并列为“史上最伟大的1001首歌曲”第55位。《Total Guitar》杂志的读者将这首歌的重复段评选为史上最伟大的第五名重复段，而《Kerrang!》杂志则将其列为“史上最伟大的100首单曲”第四位。摇滚名人堂将其列入“塑造摇滚乐的500首歌曲”榜单。它还被Triple J电台评选为“史上最热门的100首歌曲”之一。2009年，它被VH1评选为史上最伟大的硬摇滚歌曲第五位。
自这首歌发行以来，一直有说法称其主要重复段取自Excel乐队的歌曲《Tapping into the Emotional Void》，最初收录于他们1989年的专辑《The Joke's on You》。据报道，Excel乐队成员2003年曾考虑因两首歌曲相似而对Metallica采取法律行动。
根据尼尔森音乐2019年的年终报告，《睡魔入侵》在主流摇滚电台播放量排名第八，流媒体播放量达12.6万次；排名前十的歌曲均来自20世纪90年代。截至2025年，在Spotify的Metallica歌手页面上，《睡魔入侵》以超过170亿次的总播放量位居乐队歌曲之首。

## 榜单
| 榜单(1991)                           | 最高 位置 |
| ------------------------------------ | --------- |
| 澳大利亚（澳大利亚唱片业协会單曲榜） | 10        |
| 比利时佛兰德（Ultratop五十强单曲榜） | 45        |
| 加拿大（《RPM》热门单曲榜）          | 17        |
| 加拿大(The Record)                   | 2         |
| 丹麦 (IFPI)                          | 4         |
| 欧洲 (Eurochart Hot 100)             | 8         |
| 芬兰(Suomen virallinen lista)        | 1         |
| 德国（德國官方單曲榜）               | 9         |
| 愛爾蘭（愛爾蘭唱片音樂協會单曲榜）   | 4         |
| 意大利(Music & Media)                | 10        |
| 荷兰（荷蘭四十強單曲榜）             | 12        |
| 荷兰（百强单曲榜）                   | 10        |
| 新西兰（新西兰唱片音乐协会单曲榜）   | 8         |
| 挪威（世道單曲榜）                   | 2         |
| 瑞典（瑞典最熱榜）                   | 14        |
| 瑞士（瑞士热门音乐榜）               | 11        |
| 英國（官方榜单公司單曲榜）           | 5         |
| 美国（《告示牌》百大單曲榜）         | 16        |
| 美國（《告示牌》主流搖滾歌曲榜）     | 10        |
| 美国 錢櫃 Top 100                    | 28        |

| 榜单 (2021)            | 最高 位置 |
| ---------------------- | --------- |
| 德国（德國官方單曲榜） | 1         |

| 榜单 (2025)                  | 最高 位置 |
| ---------------------------- | --------- |
| 全球（Billboard Global 200） | 182       |

| 榜单 (1991)              | 位置 |
| ------------------------ | ---- |
| 澳大利亚(ARIA)           | 50   |
| 欧洲(Eurochart Hot 100)  | 82   |
| 德国(Media Control)      | 77   |
| 荷兰(Dutch Top 40)       | 101  |
| 荷兰(Single Top 100)     | 83   |
| 新西兰(RIANZ)            | 41   |
| 瑞典(Topplistan)         | 72   |
| 美国摇滚专辑乐曲(告示牌) | 39   |

| 榜单 (1990–1999)          | 位置 |
| ------------------------- | ---- |
| 加拿大(Nielsen SoundScan) | 79   |

| 榜单 (2010–2019)            | 位置 |
| --------------------------- | ---- |
| 美国主流摇滚(Nielsen Music) | 8    |

## 引註
1. 1 2  . Metallica.com.   [July 29, 2022]. （原始内容存档于September 24, 2020）.
2. ↑  Divita, Joe. . Loudwire. July 8, 2020  [August 4, 2020]. （原始内容存档于August 5, 2020）.
3. ↑  Bryan Rolli. . Ultimate Classic Rock. May 9, 2023  [May 21, 2023]. （原始内容存档于2025-06-10）. This era would include plenty of baffling artistic decisions and PR snafus, but there's no denying the primal, hard-rock perfection of the Black Album's lead single.
4. ↑   (PDF). Nielsen SoundScan. October 9, 2017  [May 28, 2025]. （原始内容 (PDF)存档于March 30, 2019）.
5. 1 2  Classic Albums & 2:02-2:35.
6. 1 2 3 4 5  Lars Ulrich.  (DVD). Eagle Rock Entertainment. 2001.Lars Ulrich (2001). Classic Albums: Metallica – Metallica (DVD). Eagle Rock Entertainment.
7. ↑  . Metallica.   [2007-08-27]. （原始内容存档于2008-12-27）. 的存檔，存档日期2008-12-27.
8. 1 2 3 4  Bob Rock.  (DVD). Eagle Rock Entertainment. 2001.Bob Rock (2001). Classic Albums: Metallica — The Black Album (DVD). Eagle Rock Entertainment.
9. 1 2  James Hetfield.  (DVD). Eagle Rock Entertainment. 2001.
10. ↑  Classic Albums & 2:58-3:47.
11. 1 2  詹姆斯·哈特菲尔德.  (TV Documentary). VH1. 2004. 外部链接存在于|title= (帮助)
12. 1 2 3  Grierson, Tim. . Blender. 2006  [2007-09-10]. （原始内容存档于2007-11-01）.
13. 1 2  Randy Staub.  (DVD). Eagle Rock Entertainment. 2001.
14. ↑  杰森·纽斯特德.  (DVD). Eagle Rock Entertainment. 2001.
15. ↑  Bob Rock.  (DVD). Elektra Entertainment. 1992.
16. 1 2  . Metallica.   [August 31, 2007]. （原始内容存档于September 30, 2007）. 已忽略未知参数|df= (帮助)
17. ↑  . Metallica.   [February 12, 2008]. （原始内容存档于February 8, 2008）. 已忽略未知参数|df= (帮助)
18. ↑  . Metallica.   [August 27, 2007]. （原始内容存档于August 24, 2011）. 已忽略未知参数|df= (帮助)
19. 1 2 3  True, Chris. . AllMusic.   [August 27, 2007]. （原始内容存档于June 28, 2012）.
20. ↑  . RIAA.   [September 1, 2007]. （原始内容存档于June 26, 2007）.
21. 1 2 3  "Metallica – Enter Sandman". GfK Entertainment charts.  Retrieved August 27, 2021.  （德語）.
22. ↑  . Metallica.   [August 28, 2007]. （原始内容存档于September 30, 2007）. 已忽略未知参数|df= (帮助)
23. ↑  . Grammy Awards.   [December 27, 2007]. （原始内容存档于December 26, 2008）.
24. ↑  Metal Edge, May 1992
25. ↑  Huey, Steve. . Allmusic.   [August 31, 2007]. （原始内容存档于July 18, 2011）.
26. ↑  Palmer, Robert. . Rolling Stone.   [August 29, 2007]. （原始内容存档于October 1, 2007）.
27. ↑  Smith, Sid. . BBC. June 21, 2007  [September 3, 2007]. （原始内容存档于September 17, 2008）.
28. ↑  . www.rollingstone.com. December 11, 2003  [March 21, 2012]. （原始内容存档于April 30, 2012）.
29. ↑  . Rolling Stone. March 13, 2023  [March 13, 2023]. （原始内容存档于March 13, 2023） （美国英语）.
30. ↑  . Rolling Stone.   [August 27, 2007]. （原始内容存档于July 5, 2007）.
31. ↑  . VH1.   [August 27, 2007]. （原始内容存档于April 5, 2013）.
32. ↑  . VH1.   [June 12, 2008]. （原始内容存档于April 5, 2013）.
33. ↑  . Blender. 2005  [September 10, 2007]. （原始内容存档于July 13, 2007）.
34. ↑  . Q.   [September 10, 2007]. （原始内容存档于August 10, 2007）.
35. ↑  . BBC News. May 2, 2004  [August 27, 2007]. （原始内容存档于April 2, 2021）.
36. ↑  . Australia: ABC. July 20, 2009  [August 22, 2010]. （原始内容存档于October 6, 2019）.
37. ↑  BraveWords. . bravewords.com.   [September 21, 2023] （英语）.
38. ↑  . Blabbermouth.net. November 22, 2003  [July 25, 2011]. （原始内容存档于January 14, 2004）. 已忽略未知参数|df= (帮助)
39. 1 2  Trapp, Philip. . Loudwire. January 14, 2020  [January 23, 2020]. （原始内容存档于January 16, 2020）.
40. ↑  Metallica. . Spotify. Spotify.   [2025-06-10]. （原始内容存档于2025-06-10）.
41. ↑  "Australian-charts.com – Metallica – Enter Sandman". ARIA Top 50 Singles.    （英語）.
42. ↑  "Ultratop.be – Metallica – Enter Sandman". Ultratop 50.    （荷蘭語）.
43. ↑  "Top RPM Singles: Issue 1648." RPM. Library and Archives Canada.  （英語）.
44. ↑  . Billboard. October 12, 1991: 73  [December 31, 2018]. （原始内容存档于March 9, 2023）.
45. ↑   (PDF). Music & Media. Vol. 8 no. 36. September 7, 1991: 22  [March 21, 2018]. （原始内容存档 (PDF)于July 16, 2020）.
46. ↑   (PDF). Music & Media. Vol. 8 no. 35. August 31, 1991: 25  [December 15, 2019]. （原始内容存档 (PDF)于August 5, 2020）.
47. ↑  Nyman, Jake.  1st. Helsinki: Tammi. 2005. ISBN 951-31-2503-3 （芬兰语）.
48. ↑  "The Irish Charts – Search Results – Enter Sandman". Irish Singles Chart.  （英語）.
49. ↑   (PDF). Music & Media. Vol. 16 no. 47. September 7, 1991: 29  [February 1, 2021]. （原始内容存档 (PDF)于2020-07-16）.
50. ↑   "Nederlandse Top 40 – week 38, 1991". Dutch Top 40  .
51. ↑  "Dutchcharts.nl – Metallica – Enter Sandman". Single Top 100.  （荷蘭語）.
52. ↑  "Charts.nz – Metallica – Enter Sandman". Top 40 Singles.  （英語）.
53. ↑  "Norwegiancharts.com – Metallica – Enter Sandman". VG-lista.  （挪威語）.
54. ↑  "Swedishcharts.com – Metallica – Enter Sandman". Singles Top 100.  （英語）.
55. ↑  "Swisscharts.com – Metallica – Enter Sandman". Swiss Singles Chart.  （英語）.
56. ↑  "Official Singles Chart Top 100". Official Charts Company.  （英語）.
57. ↑  "Metallica Chart History (Hot 100)". Billboard.  [December 15, 2019].（英語）.
58. ↑  "Metallica – Chart history" Billboard Mainstream Rock Songs for Metallica.  （英語）.
59. ↑  . popmusichistory.   [December 12, 2022]. （原始内容存档于December 11, 2022）.
60. ↑  "Metallica – Chart history". Billboard.  Retrieved June 4, 2025. （英語）.
61. ↑  . ARIA.   [December 15, 2019]. （原始内容存档于March 13, 2016）.
62. ↑   (PDF). Music & Media. Vol. 8 no. 51–52. December 21, 1991: 21  [May 10, 2022]. （原始内容存档 (PDF)于December 31, 2020） –World Radio History.
63. ↑  . GfK Entertainment.   [December 15, 2019]. （原始内容存档于May 9, 2015） （德语）.
64. ↑  . Dutch Top 40.   [May 10, 2022]. （原始内容存档于November 2, 2003） （荷兰语）.
65. ↑  . MegaCharts.   [December 15, 2019]. （原始内容存档于March 24, 2019） （荷兰语）.
66. ↑  . Recorded Music NZ.   [December 15, 2019]. （原始内容存档于November 6, 2020）.
67. ↑  . Grammotex.   [April 7, 2025]. （原始内容存档于February 25, 2001） （瑞典语）.
68. ↑   (PDF). Billboard. December 21, 1991: YE-41  [May 10, 2022]. （原始内容存档 (PDF)于August 17, 2021）.
69. ↑  Lwin, Nanda. . Jam!.   [March 26, 2022]. （原始内容存档于August 29, 2000）.